# موتي
تيموثيوس «تيمو» روم (بالإنجليزية: Timotheus "Timo" Romme )‏ (من مواليد 23 مارس 1987) والمعروف أكثر باسمه الفني MOTi، هو منتج هولندي متخصص في  الموسيقى الإليكترونية من أمستردام. كان الإصدار الأول له هو "Circuits" في عام 2012، والذي تم نشره على شركة تسجيلات مملوكة لأفروجاك. بحلول نهاية عام 2012، كان قد تم تكليفه بإعادة المزج الرسمي لأغنية كل من فلوريدا وتيييتو وفار إييت موفمينت.

## وصلات خارجية
- موتي على موقع ميوزك برينز (الإنجليزية)
- موتي على موقع ديسكوغز (الإنجليزية)

1. 1 2  
"Timo Romme biography". thedjlist.com / DJ Guide. مؤرشف من الأصل في 2016-08-05. اطلع عليه بتاريخ 2016-04-04.